# Josefa Edralin
Josefa Gustilio Edralin (Laoag, 15 febbraio 1893 – Manila, 4 maggio 1988) è stata un'insegnante filippina, nota per essere stata la madre di Ferdinand Marcos.

## Biografia
Nacque nella municipalità di Laoag, Ilocos Norte, in una famiglia di ricchi proprietari terrieri, da Fructuoso Edralin ed Emerenciana Gustilio. La famiglia Edralin aveva ascendenze spagnole, mentre i Gustilio (noti anche come Quetulio) erano di etnia sinofilippina. Frequentò la Philippine Normal University a Manila, dove conobbe Mariano Marcos, quattro anni più giovane di lei ed aspirante avvocato. I due si sposarono nel 1916 e dalla loro unione nacquero quattro figli: Ferdinand (1917-1989), Pacifico (1919-), Elizabeth (1921-1986) e Fortuna (1931-).
Ferdinand Marcos fu inizialmente battezzato nella Chiesa filippina indipendente su richiesta del padre Mariano, grande sostenitore del presbitero Gregorio Aglipay. Fervente cattolica, Josefa decise di battezzare in Chiesa il figlio all'età di tre anni, nonostante l'avversione del consorte. Per via dei numerosi possedimenti terrieri della famiglia Edralin, Josefa fu comunemente chiamata con l'appellativo onorifico Doña. Tale trattamento la contraddistinse per tutto il resto della sua vita. Dopo il matrimonio Josefa Edralin iniziò ad intraprendere la professione di insegnante.
Morì a Manila per cause naturali il 4 maggio 1988, all'età di 95 anni. Il suo corpo fu imbalsamato e rimase per diverse settimane in esposizione pubblica, custodito dalla famiglia e da gruppi di sostenitori dell'ex Presidente filippino deposto. A Marcos era stato annullato il passaporto ed imposto un divieto di ritornare in suolo filippino. Nonostante le ripetute richieste dei sostenitori della famiglia Marcos di poter organizzare una cerimonia funebre per la madre dell'ex Presidente, inizialmente il governo di Corazon Aquino non acconsentì. Il 21 gennaio 1990, a 20 mesi di distanza dalla morte, il corpo imbalsamato di Doña Josefa fu sepolto nella città di Batac, Ilocos Norte. Ad attendere alla cerimonia funebre ci furono il figlio Pacifico, diverse personalità politiche di Ilocos, e gruppi di sostenitori di Ferdinand Marcos.
Ferdinand Marcos morì nelle Hawaii nel 1989. Nonostante le iniziali opposizioni del governo di Corazón Aquino, nel 1991 la sua salma ritornò nelle Filippine e venne trasportata nelle vicinanze del luogo di sepoltura di Doña Josefa, dove rimasze in esposizione pubblica dal 1993.